# 勒特朗莱
勒特朗莱（法語：Le Translay，法語發音：[lə tʁɑ̃lɛ]）是法国上法蘭西大區索姆省的一个市镇，属于阿布维尔区。

## 地理
勒特朗莱（49°58'10"N, 1°40'32"E）面积5.61 平方千米，位于法国上法蘭西大區索姆省，该省份为法国北部沿海省份，北起加来海峡省和北部省，西接滨海塞纳省和大西洋英吉利海峡，南至瓦兹省，东临埃纳省。
与勒特朗莱接壤的市镇（或旧市镇、城区）包括：比安库尔、布扬库尔昂塞里、弗拉米库尔、弗雷特默勒、马尔泰讷维尔、维姆。

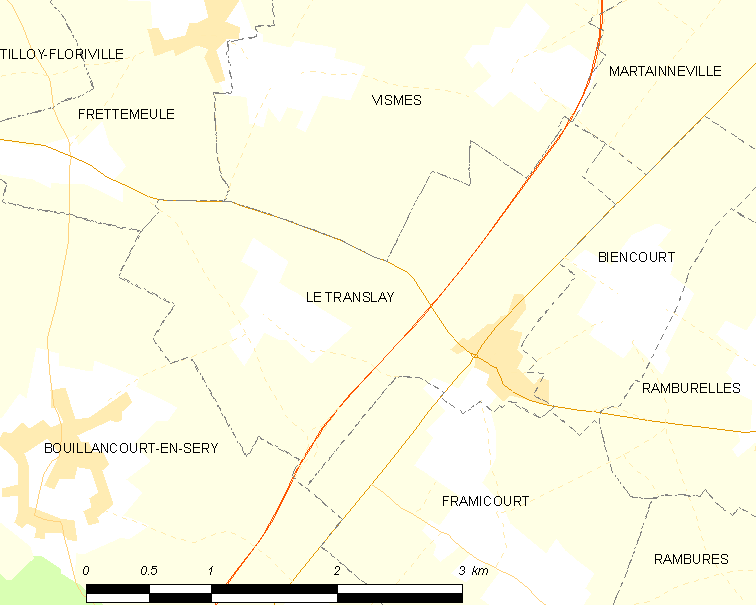
勒特朗莱的OSM定位图

勒特朗莱的时区为UTC+01:00、UTC+02:00（夏令时）。

## 行政
勒特朗莱的邮政编码为80140，INSEE市镇编码为80767。

## 政治
勒特朗莱所属的省级选区为皮卡第地区普瓦县。

## 人口

1962-2008年间勒特朗莱人口变化图示

勒特朗莱于2022年1月1日时的人口数量为234人。